# Otão II do Palatinado-Mosbach-Neumarkt
Otão II (português europeu) ou Oto II (português brasileiro) do Palatinado-Mosbach-Neumarkt (em alemão:  Otto II. von Pfalz-Mosbach-Neumarkt; 22 de junho de 1435 - 8 de abril de 1499), cognominado de Otão Mathematicus, foi um nobre alemão, membro do ramo Palatino da Casa de Wittelsbach, sendo duque do Palatinado-Mosbach-Neumarkt de 1461 a 1499.

## Vida
Otão II era o terceiro filho (e primeiro varão) das nove crianças nascidas do casamento do Duque Otão I do Palatinado-Mosbach-Neumarkt com Joana da Baviera-Landshut. Ele cresceu na residência palatina de  Neumarkt, sucedendo no ducado após a morte de seu pai em 5 de julho de 1461. 
A herança de Otão II compreendia os antigos ducados do Palatinado-Mosbach (atribuído a seu pai em 1410]]) e do Palatinado-Neumarkt (atribuído ao seu tio João. Otão I reuniu os dois ducados no novo Palatinado-Mosbach-Neumarkt que viria a ser herdado por Otão II em 1461.

## Ação política
Otão passou a maior parte da sua vida em Neumarkt e, uma das suas primeiras ações, foi resolver a disputa que opunha o Palatinado-Neumarkt à Casa de Wolfstein, pela posse do castelo de Wolfstein e respetivos domínios. De facto, em 1435, o Imperador Sigismundo outorgara a Wolfstein direitos idênticos aos de Neumarkt, mas Otão I ambicionava aqueles territórios. O feudo de Wolfstein acabou na posse dos Neuschönenberg, família nobre do reino da Boêmia, a quem Otão II acaba por adquirir Wolfstein, incorporando o castelo nos territórios palatinos.
Em 1460 realizou uma peregrinação à Terra Santa com a sua comitiva, e na noite de 3 para 4 de julho desse ano, no Santo Sepulcro, tornou-se Cavaleiro do Santo Sepulcro de Jerusalém. Sobre esta peregrinação, o seu companheiro Hans Bernhard von Eptingen (1432-1484) escreveu um diário de viagem. 
No célebre Casamento de Landshut de 1475, Otão II atuou como guia de noivas. Juntamente com seu irmão João (1443-1486), Cônego da Catedral de Augsburgo, liderou o cortejo para Landshut e entregou, em 14 de novembro de 1475, Edviges Jagelão como noiva a seu primo, o Duque Jorge, o Rico, Duque da Baviera-Landshut.
A 4 de outubro de 1490, em Germersheim, Otão II acordou com Filipe, Eleitor Palatino, no governo conjunto do seu ducado. O Eleitor deveria também herdar esses territórios, atendendo que Otão II não tinha filhos e que o seu único irmão sobrevivente, Alberto (1440-1506) era Arcebispo de Estrasburgo tendo, por isso, seguido uma vida espiritual.

## O Astrónomo

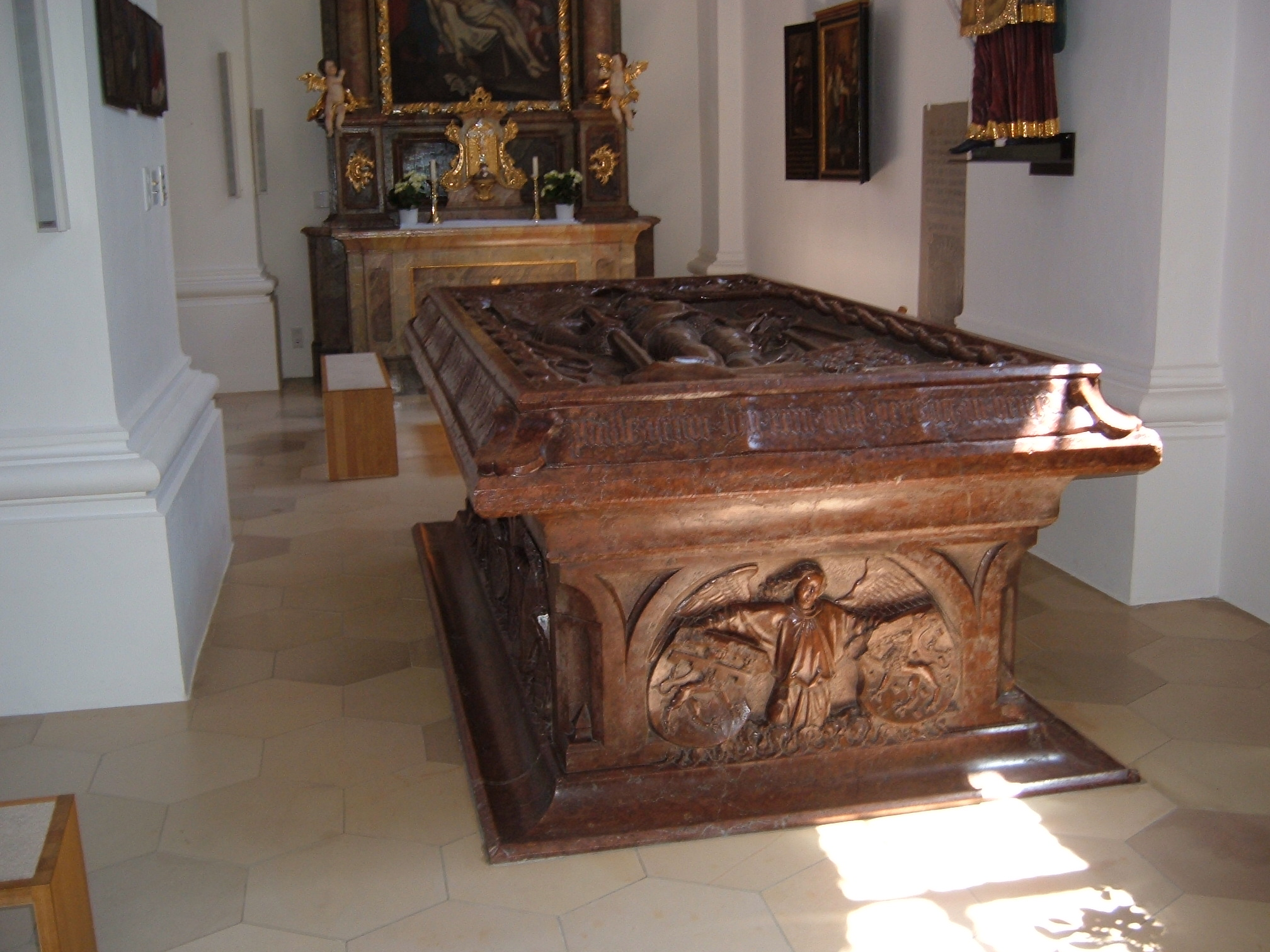
Túmulo de Otão II na Hofkirche

Otão recebeu o cognome de Mathematicus por causa dos seus interesses científicos, especialmente nos campos da matemática e da astronomia. Na sua residência de Neumarkt ele construiu um pequeno observatório, a chamada Torre dos Matemáticos, que hoje já não existe.
A partir de 1490, Otão alheou-se dos seus deveres governativos que seriam assumidos pelo eleitor Filipe do Palatinado entregando-se, cada vez mais, às suas observações astronómicas.

## Morte
A 8 de abril de 1499 Otão II veio a falecer sem geração. A linha do Palatinado-Molsbach extinguiu-se, sendo os territórios reincorporados no Eleitorado do Palatinado, governado então por Filipe, Eleitor Palatino.
Otão é o único governante de Neumarkt que se encontra sepultado na cidade. O seu túmulo em pedra mármore, está localizada na Hofkirche.